# Невский, Георгий Георгиевич
Георгий Георгиевич Невский (1 февраля 1891, Санкт-Петербург — 23 марта 1961) — генерал-лейтенант инженерных войск
Из потомственной офицерской семьи. Сын командира 30-й Закаспийской бригады Отдельного корпуса пограничной стражи полковника Г. Г. Невского (1862-1915).

## Служба в Императорской армии
В 1908 году Георгий Невский окончил 2-й Оренбургский кадетский корпус и в 1911 году Николаевское инженерное училище с производством в чин подпоручика с старшинством с 6 августа 1909 года и назначением во 2-й Туркестанский саперный батальон. Участвовал в Первой Мировой войне. В 1917 году поступил в Николаевскую Инженерную академию.

## Служба в РККА
В 1918 году вступил в РККА. Принимал участие в Гражданской войне в должности начальника инженерного снабжения Северного и Западного фронтов.
В 1920-1924 годах занимал должность помощника начальника Главного Военно-Инженерного управления и принимал участие в боевых действиях на Туркестанском фронте.
26 ноября 1935 года старшему инспектору Управления ВУЗ РККА Невскому было присвоено звание дивинженера. 5 февраля 1936 года присвоено звание комбрига. 4 июля 1940 года Невскому присвоено звание генерал-майора инженерных войск.
В 1941-1942 годах занимал должность начальника инженерных войск Юго-Западного фронта. В 1942-1944 годах занимал должность заместителя командующего – начальника инженерных войск Карельского фронта. 20 декабря 1943 года присвоено звание генерал-лейтенанта инженерных войск. Приказом командования Резервного фронта «за проявленную энергию и инициативу в деле укрепления обороны фронта» награжден орденом Красного Знамени.
С июля 1944 года по декабрь 1946 года генерал-лейтенант Невский занимал должность начальника Куйбышевского суворовского училища. В 1947-1954 годах руководил инженерной кафедрой Военной академии имени Фрунзе.
Похоронен на Ваганьковское кладбище.
Сын — Юрий Георгиевич Невский (1926—1982), советский фигурист и тренер по фигурному катанию.

## Сочинения
Г. Г. Невский, «Боевое применение инженерных войск», 1920

Г. Г. Невский, «Полевое военно-инженерное дело. Руководство по фортификации.», издание отдела военной литературы РВСР и Главного Военно-Инженерного Управления, М., 1921.

Г. Г. Невский, «Современная фортификация: сокращенный курс», М: Военный вестник, 1927

Г. Г. Невский, «Инженерное обеспечение боя и операции», 1933

Г. Г. Невский, «Полевой справочник командира инженерных войск Карельского фронта», 1943

Г. Г. Невский, «Памятки суворовцу»